# Municipio de Centro
El municipio de Centro (en yokot'an: Tänxin) es uno de los 17 municipios que conforman el estado mexicano de Tabasco, localizado en la región del río Grijalva y en la subregión del Centro.
La cabecera municipal es la ciudad de Villahermosa, que también es capital del estado, encontrándose ubicada entre los paralelos 17 grados 59 minutos de latitud norte y 92 grados 56 minutos de longitud oeste.
La extensión territorial del municipio es de 1612.11 kilómetros cuadrados, los cuales corresponden al 6.59% respecto del total del estado y ocupa el séptimo lugar en la escala de extensión municipal. 
Colinda al norte con los municipios de Centla y de Nacajuca, al sur con los municipios de Jalapa y de Teapa y con el estado de Chiapas, al este los municipios de Centla, Jalapa y Macuspana y al oeste, con los ya citados municipios del estado de Chiapas y los municipios tabasqueños de Cunduacán y Nacajuca.

## Toponimia
Su nombre alude a su situación geopolítica; en el municipio, ubicado en la parte central del estado, se encuentra Villahermosa, la capital del estado, que es la vez su cabecera municipal y la sede de los poderes estatales, centro administrativo y la principal ciudad del estado.

## Historia
La historia del municipio de Centro, está ligada a la historia de la ciudad de Villahermosa, por ser la capital del estado y cabecera del municipio.
En la época de la colonia, la provincia de Tabasco, estaba dividida en tres distritos: la Chontalpa, el Centro y la Sierra.
En noviembre de 1808, Pedro de Garibay, virrey de la Nueva España dispuso elegir el primer ayuntamiento de San Juan de Villahermosa, en el distrito del Centro, mismo que inició sus funciones el 1 de enero de 1809.
El 4 de noviembre de 1826, el Ayuntamiento de Villahermosa, cambia de nombre por el de Ayuntamiento de San Juan Bautista.
Desde el 4 de octubre de 1883, según la Constitución Política del Estado de Tabasco, Centro es uno de los doce partidos en que se divide el estado y a partir del 18 de diciembre de ese mismo año, según la Ley Orgánica de la División Territorial, Centro constituye uno de los 17 municipios en que se divide el estado de Tabasco.

## Población
De acuerdo con el Censo de Población y Vivienda del Instituto Nacional de Estadística y Geografía (INEGI) de 2020, el municipio de Centro cuenta con 683,607 habitantes, de los cuales 330,080 con hombres y 353,527 mujeres. Es el municipio más poblado de Tabasco.

## Organización territorial
El municipio de Centro se conforma por:
- 1 ciudad: 
  - Villahermosa
- 7 villas: 
  - Villa Luis Gil Pérez
  - Villa Pueblo Nuevo de las Raíces
  - Villa Playas del Rosario (Subteniente García)
  - Villa Macultepec
  - Villa Tamulté de las Sabanas (José G. Asmitia)
  - Villa Ocuitzapotlán
  - Villa Parrilla
- 6 poblados
- 167 rancherías
- 36 ejidos
- 61 colonias
- 52 fraccionamientos.

## Medio físico

### Hidrografía
Los principales recursos hidrológicos del municipio son las aguas del río Grijalva con sus afluentes, los ríos Samaria, Carrizal y El Viejo. Las principales lagunas en el municipio son: la de Las Ilusiones, la de Chilapa, El Campo, El Horizonte, Puché y Maluco, que en su conjunto ocupan alrededor de 13 000 hectáreas, mismas que representan el 6.4 % del área municipal del estado.

### Orografía
Presenta el aspecto de una vasta planicie cortada a trechos por lomeríos bajos de naturaleza arcillosa, plásticos, de color más o menos rojizo y bajos pantanosos diseminados en su superficie cubiertos por maleza y plantas acuáticas.

### Clasificación y uso del suelo
La mayoría de la superficie municipal está clasificada como gleysoles, que son suelos generalmente de texturas arcillosas o francas, y presentan problemas de exceso de humedad, por drenaje deficiente. En la región central del municipio están los suelos de la clase fluvisol que son de texturas francas con la presencia de diversos ríos en esta zona.
En la región sureste y limitando con los municipios de Macuspana y Jalapa se tienen suelos cambisoles y vertisoles, estos últimos son muy arcillosos y presentan agrietamientos en la época de secas y problemas de drenaje.

### Clima
Encontramos dos tipos de clima en el municipio. La mayor parte de su territorio tiene un clima cálido húmedo con abundantes lluvias en verano, su temperatura máxima promedio es de 40 grados Celsius en el mes de mayo y la mínima promedio mensual de 21.7 grados Celsius en los meses de diciembre y enero. Tiene una precipitación pluvial anual de 2237 mm siendo el mes de septiembre el más lluvioso y el mes de abril el que registra menor precipitación.
Los vientos dominantes son en dirección del noreste, generalmente van acompañados de lluvias continuas a las que se les da el nombre de "nortes", éstos se producen en los meses de octubre y marzo.
En la región sur del municipio, en los límites con los municipios de Teapa y Jalapa, se tiene un clima cálido húmedo con lluvias todo el año (Al); estas lluvias decrecen ligeramente en invierno, periodo en el cual se registra el 14.4 % del total anual. La temperatura media anual oscila entre 25.4 grados y 26.9 grados Celsius.

## Gobierno

### Ayuntamiento
De acuerdo a la Constitución Política del Estado de Tabasco, el gobierno municipal corresponde al Ayuntamiento de Centro. El Ayuntamiento de Centro está integrado por 14 regidores: un Presidente Municipal o Primer Regidor, dos Síndicos (Segundo y Tercer Regidor) y otros 11 regidores; 11 electos por el principio de mayoría relativa y 3 electos por el principio de representación proporcional.

### Presidente municipal
El Presidente Municipal de Centro es el encargado del poder ejecutivo del Municipio de Centro. Es electo por voto universal directo para un periodo de 3 años, con posibilidad de reelegirse para el periodo inmediato una sola ocasión.
Los Presidentes Municipales más recientes son:
| Ayuntamiento             | Presidente Municipal | Tipo                                | Período de gobierno                               | Partido Político o Coalición por la que fue electo                                                                         |
| ------------------------ | --- | ----------------------------------- | ------------------------------------------------- | --- |
| Ayuntamiento 2021 - 2024 | Aura Medina Cano | Presidenta Municipal                | 1 de marzo de 2024 - En el cargo                  | |
| Ayuntamiento 2021 - 2024 | Yolanda Osuna Huerta | Presidenta Municipal Constitucional | 5 de octubre de 2021 - 29 de febrero de 2024      | Movimiento de Regeneración Nacional                                                                                        |
| Ayuntamiento 2018 - 2021 | Evaristo Hernández Cruz | Presidente Municipal Constitucional | 5 de octubre de 2018 - 4 de octubre de 2021       | Movimiento de Regeneración Nacional                                                                                        |
| Ayuntamiento 2015 - 2018 | Casilda Ruiz Agustín | Presidenta Municipal Interina       | 1 de enero de 2018 - 4 de octubre de 2018         | Partido de la Revolución Democrática                                                                                       |
| Ayuntamiento 2015 - 2018 | Gerardo Gaudiano Rovirosa | Presidente Municipal Constitucional | 1 de junio de 2016 - 31 de diciembre de 2017      | Electo por el Cabildo |
| Ayuntamiento 2015 - 2018 | Francisco Peralta Burelo (Primer concejal) Eloisa Ocampo González (Segunda concejal) José Santos Márquez Gordillo (Tercer concejal) | Consejo Municipal                   | 31 de diciembre de 2015 - 31 de mayo de 2016      | Designado por la LXII Legislatura del Congreso del Estado de Tabasco                                                       |
| Ayuntamiento 2013 - 2015 | Humberto de los Santos Bertruy | Presidente Municipal Constitucional | 1 de enero de 2013 - 31 de diciembre de 2015      | Coalición Movimiento Progresista por Tabasco Partido de la Revolución Democrática Partido del Trabajo Movimiento Ciudadano |
| Ayuntamiento 2010 - 2012 | Cuauhtémoc Muñoz Caldera | Presidente Municipal Interino       | 23 de diciembre de 2011 - 31 de diciembre de 2012 | Electo por el Cabildo |
| Ayuntamiento 2010 - 2012 | Jesús Alí de la Torre | Presidente Municipal Constitucional | 1 de enero de 2010 - 23 de diciembre de 2011      | Candidatura común Partido Revolucionario Institucional Partido Nueva Alianza                                               |
| Ayuntamiento 2007 - 2009 | Evaristo Hernández Cruz | Presidente Municipal Constitucional | 1 de enero de 2007 - 31 de diciembre de 2009      | Partido Revolucionario Institucional                                                                                       |
| Ayuntamiento 2004 - 2006 | José Antonio Compañ Abreu | Presidente Municipal Interino       | 23 de enero - 31 de diciembre de 2006             | Electo por el Cabildo |
| Ayuntamiento 2004 - 2006 | Florizel Medina Pereznieto | Presidente Municipal Constitucional | 1 de enero de 2004 - 23 de enero de 2006          | Coalición Alianza para Todos Partido Revolucionario Institucional Partido Verde Ecologista de México                       |
| Ayuntamiento 2001 - 2003 | Andrés Granier Melo | Presidente Municipal Constitucional | 1 de enero de 2001 - 31 de diciembre de 2003      | Partido Revolucionario Institucional                                                                                       |